# Odynerus pelias
Odynerus pelias är en stekelart som först beskrevs av Cameron.  Odynerus pelias ingår i släktet lergetingar, och familjen Eumenidae. Inga underarter finns listade i Catalogue of Life.